# Ralph Torres (político)
Ralph Deleon Guerrero Torres (Saipã, 6 de agosto de 1979) é um político dos Estados Unidos, pertencente ao Partido Republicano de Saipã, nas Marianas Setentrionais. Foi governador das Marianas Setentrionais devido ao falecimento do então titular, Eloy Inos, em 28 de dezembro de 2015, até 9 de janeiro de 2023. Anteriormente serviu como o 10° vice-governador. Ele foi eleito para a posição de vice-governador nas eleições de 2014.

## Vida pessoal
Torres se formou na Boise High School em 1996. Tornou-se bacharel em ciências políticas na Universidade de Boise State, em 2001, e em 2004 começou a trabalhar com o seu irmão na Torres Brothers, uma empresa de advocacia da ilha.
Torres tem cinco filhos com a sua esposa, Diann Mendiola Tudela: Ralph Anthony, Vaniqa Marie, Deon Titus, Tristan Dane e Divannie.

## Carreira Política

### Legislatura na Commonwealth
Em 2008, Torres ganhou a eleição para a legislatura da Commonwealth nas Marianas Setentrionais como um representante. Em 2010, ele ganhou a eleição para o Senado, atuando em diversos papeis. De 2010 a 2015 ele era o presidente do Comitê de saúde e bem-estar. Em fevereiro de 2013, ele ganhou a eleição para a presidência do senado.

### Vice-governador
Torres virou o vice governador das Marianas Setentrionais em 12 de janeiro de 2015.

### Governador
Após a morte do governador Eloy Inos, Torres se tornou o governador das Marianas Setentrionais em 29 de dezembro de 2015. Para ocupar a antiga posição de Torres, a constituição apontava o presidente do senado, Victor Hocog, como vice-governador.